# 軌道要素

軌道要素と軌道の関係 中心となる天体B（ここでは太陽）の周りを赤い楕円で表された軌道が巡っている。この軌道は黄道面（緑）から軌道傾斜角 i だけ傾いた平面（青）上に載っている。iで指定された平面は無数に考えられるため、昇交点赤経 Ωを用いて1つに限定する。これ以外の軌道要素は青い平面内における軌道の形状を指定するために用いる。

軌道要素（きどうようそ、英語: orbital element）とは、惑星や彗星、あるいは人工衛星のようにある天体の周囲を公転する天体の運動する軌道を指定するために使用されるパラメータである。
ある天体が重力によって公転する場合、その軌道は重力源となる天体を1つの焦点とする二次曲線を描く。二次曲線の形状を指定するためには、2つのパラメータが必要である。
また、さらにその軌道が存在する平面を指定するために2つのパラメータが必要である。その平面上での軌道がどちらの方向を向いているのかをさらに指定するために1つのパラメータが必要である。
それから、天体がある時刻に軌道上のどの位置に存在するのかを指定するために、少なくとも1組の時刻と軌道上の位置のデータが必要である。
天体の軌道の決定とは、その天体の観測位置をもっとも良く説明できる軌道要素を導き出すことである。軌道の形状、平面、向きを定める5つの独立したパラメータを求めるためには、5つの独立した観測データが必要である。1回の観測で赤経、赤緯の2つの独立した観測データの組が得られる。そのため、軌道の決定には少なくとも3回の観測が必要である。しかし短期間の間の3回の観測では誤差が大きくなる。
パラメータにはいくつかの選び方があり天体の種類などによって使い分けられている。

## 軌道の形状を指定する要素
軌道長半径 (Semimajor axis) ({\displaystyle a})
楕円軌道において長軸の長さの半分である。放物線軌道では無限大、双曲線軌道ではマイナスになってしまうので使用できない。このため彗星では別のパラメータを使用する。
軌道短半径 (Semiminor axis) ({\displaystyle b})
楕円軌道において短軸の長さの半分である。あまり使用されない。
近点距離 (Periapsis) ({\displaystyle q})
重力源となる天体の重心と軌道が最も接近する位置(近点)との距離。太陽を周回する天体においては近日点距離、地球を周回する天体では近地点距離となる。
遠点距離 (Ap(o)apsis) ({\displaystyle Q})
重力源となる天体の重心と軌道が最も離れる位置(遠点)との距離。太陽を周回する天体においては遠日点距離、地球を周回する天体では遠地点距離となる。放物線軌道では無限大、双曲線軌道ではマイナスになってしまうので使用できない。
軌道離心率 (Orbital eccentricity) ({\displaystyle e})
真円の軌道では0。楕円軌道では0<e<1で扁平になるほど大きくなる。放物線軌道ではe=1、双曲線軌道ではe>1。観測データが少ない小惑星ではe=0、彗星ではe=1を仮定して軌道要素の計算が行われることがある。楕円軌道ではq=a(1-e)、Q=a(1+e)の関係が成り立つ。
周期 (Orbital period) ({\displaystyle P})
軌道を一周するのに要する時間。ケプラーの法則により軌道長半径aと直接関係する。放物線軌道では無限大、双曲線軌道では虚数になるので用いない。
平均運動 (Mean Motion) ({\displaystyle n})
人工衛星では1日あたりの公転数。小惑星や彗星では1年あたりの公転角度で表し、さらに1日あたりに換算したものは平均日々運動という。

## 軌道の存在する平面を指定する要素
軌道傾斜角 (inclination) （{\displaystyle i} あるいは Incl.）
太陽を周回する天体においては黄道面と軌道面がなす角度。惑星を周回する天体においては惑星の赤道面と軌道面がなす角度である。順行軌道では0° - 90°、逆行軌道では90° - 180°となるように指定する。
昇交点黄経 (Plane of the ecliptic - longitude of the ascending node) （{\displaystyle \Omega } あるいは Node あるいは L.A.N.）
太陽を周回する天体において軌道が黄道面を南側から北側に横切る位置(昇交点)の日心黄経である。軌道面と黄道面が一致する場合には昇交点が定義できないので0と見なす。
昇交点赤経 (equatorial plane - longitude of the ascending node) （{\displaystyle \Omega } あるいは Node あるいは L.A.N.）
惑星を周回する天体において軌道が赤道面を南側から北側に横切る位置(昇交点)の赤経である。軌道面と赤道面が一致する場合には定義できないので0と見なす。

## 軌道の向きを指定する要素
近点引数 (Argument of periapsis) （{\displaystyle \omega } あるいは Peri.）
昇交点と軌道の近点が重力源となる天体の重心から見た時になす角度を天体の運動方向に沿って昇交点からはかったもの。太陽を周回する天体では近日点引数 (Argument of perihelion) 、地球を周回する天体では近地点引数 (Argument of perigee) となる。昇交点が定義できない場合は代わりに近日点黄経を用いる。
近日点黄経 (longitude of perihelion) （{\displaystyle \varpi }）
{\displaystyle \Omega +\omega }で定義される値である。昇交点が定義できない場合は春分点方向と軌道の近点とが重力源となる天体の重心から見た時になす角度を春分点方向から天体の運動方向に沿って量ったもの。

## 軌道上の位置を指定する要素
元期 (Epoch)
軌道要素は惑星の重力による摂動などにより刻々と変化していく。そのためその軌道要素がいつの値なのかを指定する必要がある。この軌道要素の時刻を指定するのが元期である。
近点通過時刻 (Time of peri- passage) ({\displaystyle T})
天体が近点を通過する時刻である。太陽を周回する天体では近日点通過時刻 (Time of perihelion passage) 、地球を周回する天体では近地点通過時刻 (Time of perigee passage) となる。近いうちに太陽に接近して明るくなる彗星では元期を近日点通過時刻に設定することがしばしばある。
平均近点角 (mean anomaly) ({\displaystyle M_{0}})
1.対象としている天体の楕円軌道と外接する(すなわち中心が一致し半径が軌道長半径と一致する)円軌道を、2.対象としている天体と同じ周期で等速円運動し、3.さらに対象としている天体とその近日点を同時に通過する仮想的な天体を考える。この仮想天体が元期において存在する位置と近日点が円軌道の中心から見た時になす角度をいう。すなわち天体が近日点を通過してから経過した時間に比例する値である。放物線軌道や双曲線軌道では外接する円軌道を考えることができないので定義できない。